# Takeo Ōtsuka
 (février 2025).
La mise en forme du texte ne suit pas les recommandations de Wikipédia : il faut le « wikifier ».
Les points d'amélioration suivants sont les cas les plus fréquents. Le détail des points à revoir est peut-être précisé sur la page de discussion.
- Les titres sont pré-formatés par le logiciel. Ils ne sont ni en capitales, ni en gras.
- Le texte ne doit pas être écrit en capitales (les noms de famille non plus), ni en gras, ni en italique, ni en « petit »…
- Le gras n'est utilisé que pour surligner le titre de l'article dans l'introduction, une seule fois.
- L'italique est rarement utilisé : mots en langue étrangère, titres d'œuvres, noms de bateaux, etc.
- Les citations ne sont pas en italique mais en corps de texte normal. Elles sont entourées par des guillemets français : « et ».
- Les listes à puces sont à éviter, des paragraphes rédigés étant largement préférés. Les tableaux sont à réserver à la présentation de données structurées (résultats, etc.).
- Les appels de note de bas de page (petits chiffres en exposant, introduits par l'outil «  Source ») sont à placer entre la fin de phrase et le point final[comme ça].
- Les liens internes (vers d'autres articles de Wikipédia) sont à choisir avec parcimonie. Créez des liens vers des articles approfondissant le sujet. Les termes génériques sans rapport avec le sujet sont à éviter, ainsi que les répétitions de liens vers un même terme.
- Les liens externes sont à placer uniquement dans une section « Liens externes », à la fin de l'article. Ces liens sont à choisir avec parcimonie suivant les règles définies. Si un lien sert de source à l'article, son insertion dans le texte est à faire par les notes de bas de page.
- La présentation des références doit suivre les conventions bibliographiques. Il est recommandé d'utiliser les modèles {{Ouvrage}}, {{Chapitre}}, {{Article}}, {{Lien web}} et/ou {{Bibliographie}}. Le mode d'édition visuel peut mettre en forme automatiquement les références.
- Insérer une infobox (cadre d'informations à droite) n'est pas obligatoire pour parachever la mise en page.

Pour une aide détaillée, merci de consulter Aide:Wikification.
Si vous pensez que ces points ont été résolus, vous pouvez retirer ce bandeau et améliorer la mise en forme d'un autre article.
Takeo Ōtsuka (大塚 剛央, Ōtsuka Takeo, born October 19, 1992) est un acteur de doublage japonais de Tokyo. Il est affilié avec l'agence I'm Enterprise.

## Vie et carrière
En 2020, Ōtsuka a été l'un des lauréats du prix du meilleur nouvel acteur lors de la 14e cérémonie des Seiyu Awards.

### Vie personnelle
Ōtsuka a annoncé le 31 mai 2024 qu'il avait épousé sa partenaire de longue date.

## Filmographie

### Animation télévisée
2016
- Amanchu !

2017
- Pause Ange Jumeau
- Dans un autre monde avec mon smartphone
- Cercle Magique Guru Guru – Chanteur Démon

2018
- Kamuy doré
- Dernière période
- Les Mille Mousquetaires
- Courir avec le vent – Kakeru Kurahara [4]

2019
- Lycée Dimension – Ryusei Midorigaoka [5]
- Endrô!
- Salut Amida Butsu ! Rendai Utena – Mara [6]
- Les étoiles s'alignent – Satoshi Ashitaka [1]
- Beastars – Collot, Tem [7]

2020
- Princesse endormie dans le château du démon – Poséidon [8]
- Nana sans talent – L'homme de main de Moguo B
- Noblesse – Takeo [9]
- Haikyu !! (Terre contre Ciel OVA) – Naoyasu Kuguri

2021
- Personnage de niveau inférieur Tomozaki – Daichi Matsumoto [1]
- La Maison des Ombres – Gérald [10]

2022
- Coincé dans une simulation de rencontre : le monde des jeux Otome est difficile pour les foules – Leon Fou Bartfort [11]

2023
- Technoroid Overmind – Auru [12]
- Esprits malveillants – Hyōma Kunato [13]
- Flaglia – Mel [14]
- Oshi no Ko – Aigue-marine Hoshino [15]
- Le gène de l’IA – Hikaru Sudō [16]
- Syndualité : Noir – Kanata [17]
- Je survivrai grâce aux potions ! – Allan [18]
- Les journaux de l'apothicaire – Jinshi [19]

2024
- Le Prince Démon de la Maison Momochi – Aoi Nanamori/Nue [20]
- Un signe d'affection – Ōshi Ashioki [21]
- Batterie Oblivion – Eiichiro Kokuto [22]
- Crépuscule flou – Yukitaka Honjō [23]
- Merveilleux Pretty Cure ! – Gaou/Subaru [24]
- Jeu du trillion – Haru Tennōji [25]
- Haigakura – Ichiyō [26]
- Tasūketsu : le destin de la majorité – Yoshiaki Hirayama [27]

2025
- Médaillé – Tsukasa Akeuraji [28]
- Okinawa de Suki ni Natta Ko ga Hōgen Sugite Tsurasugiru – Teruaki Nakamura [29]
- Même si je suis dans la classe inutile d'« évaluateur », je suis en fait le plus fort – Jasper [30]
- Gorilla no Kami Kara Kago Sareta Reijō wa Ōritsu Kishidan de Kawaiigareru – Louis Scarrel [31]

### Animation originale en réseau (ONA)
2024
- Gundam : Requiem pour la vengeance – Ony Kasuga [32]

- Poussière brune (2017) – Pleurer [33]
- Ash Tale : Kaze no Tairiku (2019) – Lien [34]
- Salut Amida Butsu ! Rendai Utena (2019) – Māra [35]
- Luciano Dōmei (2019) – Sept [36]
- Angélique Luminarise (2021) – Kanata [37]
- L'iDOLM@STER : SideM (2021-) – Eishin Mayumi [38]
- Honkai : Star Rail (2023) – Dimanche [39]
- Final Fantasy XVI (2023) – Joshua Rosfield (adulte) [40]
- League of Legends – Hwei

### Films d'animation
- Saveurs de jeunesse (2018) – Limo (Rimo) [41]
- La Guerre des Sept Jours (2019) – Hiroto Honjō [42]
- Hokkyoku Hyakkaten no Concierge-san (2023) – Eruru [43]
- Kuramerukagari (2024) – Iseya [44]

### Web-anime
- Monstre Sonic ! D'Artagnan dans l'idole Sengen
- AICO -Incarnation-

### Doublage
- Bienvenue chez les Loud – Bobby Santiago [45]

### CD de théâtre
- Nuit Fabuleuse – Gilgamesh [46]